# Stenochironomus gladius
Stenochironomus gladius är en tvåvingeart som beskrevs av Art Borkent 1984. Stenochironomus gladius ingår i släktet Stenochironomus och familjen fjädermyggor. Inga underarter finns listade i Catalogue of Life.